# Brothers of the West
Brothers of the West – amerykański film z 1937 roku w reżyserii Sama Katzmana.